# IBS Group
IBS — одна из крупнейших российских IT-компаний (рейтинг CNews, 2020). Направления деятельности — консалтинг, внедрение бизнес-приложений, IT-аутсорсинг и разработка ПО. Главный офис IBS находится в Москве.

## История

### Создание
Компания «Информационные бизнес системы» (впоследствии — IBS) была учреждена в 1992 году. Её основатели Анатолий Карачинский и Сергей Мацоцкий познакомились на рубеже 1970-х и 80-х годов во время учёбы в Московском институте инженеров железнодорожного транспорта. После выпуска Карачинский стал признанным специалистом по компьютерным технологиям, и в 1986 году принял приглашение стать директором советского подразделения австрийской фирмы «Просистем», которая занималась импортом и продажей в СССР персональных компьютеров.
Когда в СССР были разрешены совместные предприятия, «Просистем» и Госкомитет по науке и технике учредили СП «Интермикро», куда впоследствии пришёл на работу Мацоцкий. В 1992 году Карачинский и Мацоцкий покинули «Интермикро» и основали собственную частную компанию «Информационные бизнес системы», фокусом которой в первые годы стала автоматизация банковской деятельности, а одним из первых клиентов — Сбербанк. Разработанная IBS система автоматизации, в частности, обеспечивала работу первого карточного проекта Сбербанка и его первых банкоматов в Москве.

### Развитие
В 1990-х IBS быстро рос, обслуживая новый российский частный бизнес и дочерние компании иностранных корпораций. В 1994 году для развития дистрибуции оборудования Dell IBS создал дочернюю компанию «Дилайн» (впоследствии — DEPO Computers). В 1996—1997 годах компания привлекла 31 млн долларов инвестиций за 29% акций от Citicorp и AIG под план выхода на IPO в 2001 году, разработанный при участии консультантов из Merrill Lynch.
К 1998 году IBS был крупным диверсифицированным холдингом с клиентами из разных отраслей, что позволило пережить кризис без больших потерь. В 2000 году компания дополнительно получила 12 млн долларов инвестиций от Международной финансовой корпорации (IFC), но была вынуждена отложить размещение акций из-за бума доткомов. В 2000-х годах IBS запустила или приобрела ряд знаковых активов: IT-аутсорсера Luxoft, облачного провайдера IBS DataFort, сервис мониторинга СМИ «Медиалогия» и др.
В 2005 году IBS разместил на Франкфуртской фондовой бирже 33% акций (в том числе, принадлежащих институциональным инвесторам), продажа которых принесла 113 млн долларов (при общей оценке в 334 млн). В 2010 году IBS получили от ЕБРР 20-миллионный конвертируемый заём, погашенный новым выпуском акций. В 2013 году IBS вывел Luxoft на NYSE, а в 2014 году провёл делистинг собственных ценных бумаг с Франкфуртской биржи, обменяв доли миноритарных акционеров на акции Luxoft.
В 2020 году Карачинский и Мацоцкий разделили бизнес: дивизион инфраструктуры IBS, компания БФТ (разработчик  ПО для цифровой трансформации в госсекторе) и платформа сбора данных Arenadata были выделены в отдельную структуру, а Карачинский стал единственным владельцем IBS (включая IBS AppLine, IBS Platformix и другие активы).
В 2022 году Карачинский из-за введеных в отношении него санкций вышел из состава акционеров.

## Деятельность
Основные направления бизнеса IBS — внедрение бизнес-решений, консалтинг, системная интеграция, разработка и тестирование программного обеспечения, разработка веб-сервисов и мобильных приложений (IBS Dunice), поставка тиражируемых инфраструктурных IT-решений (IBS Platformix).
В числе собственных разработок IBS — платформа для управления бизнес-процессами «Планета», гиперконвергентная вычислительная платформа «Скала-Р», мобильный университет на платформе SmartGate, сервис «Цифровой HR» для массового набора линейного персонала «Цифровой HR», системы управления городом и т.д.

## Прошлые активы

### Luxoft
В рамках диверсификации бизнеса в 2000 году IBS открыл направление офшорного программирования под брендом Luxoft. Компания с клиентскими офисами в Калифорнии, Лондоне, Нью-Йорке и офисами разработки в Омске, Днепропетровске и Одессе успешно конкурировала с индийскими и китайскими аутсорсерами за счёт более сложных проектов и консалтинговых услуг. В числе заказчиков Luxoft были Boeing, IBM, Deutsche Bank, Министерство энергетики США. В июле 2013 года IBS вывела Luxoft на NYSE при оценке в 555 млн долларов, и уже через месяц стоимость последней выросла до 700 млн..
К концу 2010-х годов Luxoft стал крупным поставщиком IT-услуг широкого профиля с 42 офисами в 21 стране и занимался проектами цифровой трансформации для компаний из сфер финансов, энергетики, телекоммуникаций, авиации и автопрома. В январе 2019 года американская DXC Technology купила Luxoft при оценке в $2 млрд (4 выручки и 20 EBITDA) — почти вчетверо больше, чем компания стоила в ходе IPO в 2013 году.

### IBS DataFort
Создан в октябре 2001 года и стал первым в России ASP-провайдером (Application Service Provider) систем высокого уровня. В структуре IBS компания предлагала сервисы публичных, частных и гибридных облаков, облачные услуги в формате IaaS, PaaS и SECaaS (безопасность как услуга). К концу 2010-х годов IBS DataFort входил в число крупнейших в стране поставщиков облачных решений для контакт-центров. В декабре 2021 года был продан «Вымпелкому».

### Медиалогия
Создана в 2003 году как система мониторинга СМИ для внутренних задач IBS и позднее выделена в самостоятельную структуру. На конец 2010-х «Медиалогия» отслеживала 48,5 тысячи СМИ и 800 млн источников в социальных медиа. Выручка в 2017 году составила 872 млн рублей. В январе 2019 года IBS продала свою долю банку ВТБ и генеральному директору «Медиалогии» Александру Волкову (Мацоцкий остался её совладельцем с долей в 21%).

### DEPO Computers
В 1994 году по рекомендации IT-предпринимательницы Эстер Дайсон Карачинский договорился о сотрудничестве с Майклом Деллом и учредил в структуре IBS компанию «Дилайн», которая стала дистрибьютором Dell. «Дилайн» стал первым активом IBS, который начал работать под собственным брендом. Уже в 1995 году «Дилайн стал крупнейшим партнёром Dell в России. К 2007 году «Дилайн», переименованный в DEPO Computers, обеспечивал до 60 % оборота IBS, но был низкомаржинальным и сильно зависел от конъюнктуры. В 2009 году компания продала DEPO Computers топ-менеджерам дочерней компании.

### Прочие
- В 2006 году IBS приобрёл онлайн-магазин ПО Softkey в расчёте на его синергию с DEPO Computers[29]. После продажи последнего в 2009 году актив перестал дополнять общую стратегию IBS, и компания вышла из него к 2017 году[30].
- В 2023 году IBS `Platformix и "Сила" вышли из состава группы компаний IBS[31].

## Образовательные проекты
В 2006 году в структуре IBS была создана образовательная «Академия IBS», а в 2007 — запущены целевые магистратуры в МФТИ и МИСиС, работающие в рамках корпоративного Института информационных бизнес-систем МИСиС и корпоративного факультета информационных бизнес-систем МФТИ. С 2019 года студенты пермской ВШЭ могут проходить практику в региональном офисе компании. В февраля 2022 года компания открыла центр развития карьеры «ТехноДром» для повышения квалификации IT-специалистов и обучения неспециалистов цифровым профессиям с возможностью стажировки и работы в проектах IBS.

## Санкции
1 мая 2024 года, из-за российского вторжения в Украину, «IBS Group» и её структуры были включены в блокирующий санкционный список США против военно-промышленной базы России.

## Компания

### Собственники и руководство
С 2020 года 100% IBS принадлежит её основателю Анатолию Карачинскому. Ранее в число совладельцев компании входил его бизнес-партнёр Сергей Мацоцкий с долей в 25 % в головной структуре IBS.
С момента основания IBS в 1992 году Карачинский возглавляет компанию в статусе президента. Генеральный директор с марта 2020 года — Григорий Кочаров.
В январе 2023 года, на фоне вторжения России на Украину, в отношении Карачинского были введены санкции США (в мае 2023 года исключён из санкционного списка), после чего Карачинский вышел из состава акционеров, а собственную долю в компании (75 %) выкупил операционный менеджмент IBS.

### Финансовые показатели
На 2020 год IBS занимала 11 место в рейтинге крупнейших IT-компаний России (CNews) с выручкой 41,8 млрд рублей.
Ранее в 2019 году, по оценке аналитической компании International Data Corporation, IBS стала самым быстрорастущим поставщиком IT-услуг в стране (рост на 35,4 % к прошлому периоду); вошла в первую пятёрку по выручке в рейтингах системной интеграции, аутсорсинга информационных систем и хостинга инфраструктурных услуг; и заняла шестое место в сводном рейтинге всех поставщиков IT-услуг.